# 考林 (伊利諾伊州)
考林（英語：Cowling）是位於美國伊利諾伊州沃巴什縣的一個非建制地區。該地的面積和人口皆未知。

## 地理
考林的座標為38°18′41″N 87°56′21″W / 38.31139°N 87.93917°W，而該地的平均海拔高度為120米（即394英尺）。